# Томженга

Томженга — река в Вологодской области России.

## Общая информация
Протекает в юго-западном направлении по территории Никольского района. Впадает в реку Лундонгу в 24 км от её устья по правому берегу. Длина реки составляет 18 км, площадь водосборного бассейна — 49 км².

## Данные водного реестра
По данным государственного водного реестра России относится к Верхневолжскому бассейновому округу, водохозяйственный участок реки — Унжа от истока и до устья, речной подбассейн реки — Бассейн притоков Волги ниже Рыбинского водохранилища до впадения Оки. Речной бассейн реки — (Верхняя) Волга до Куйбышевского водохранилища (без бассейна Оки).
По данным геоинформационной системы водохозяйственного районирования территории РФ, подготовленной Федеральным агентством водных ресурсов:
- Код водного объекта в государственном водном реестре — 08010300312110000014566
- Код по гидрологической изученности (ГИ) — 110001456
- Код бассейна — 08.01.03.003
- Номер тома по ГИ — 10
- Выпуск по ГИ — 0